# Peter Cetera

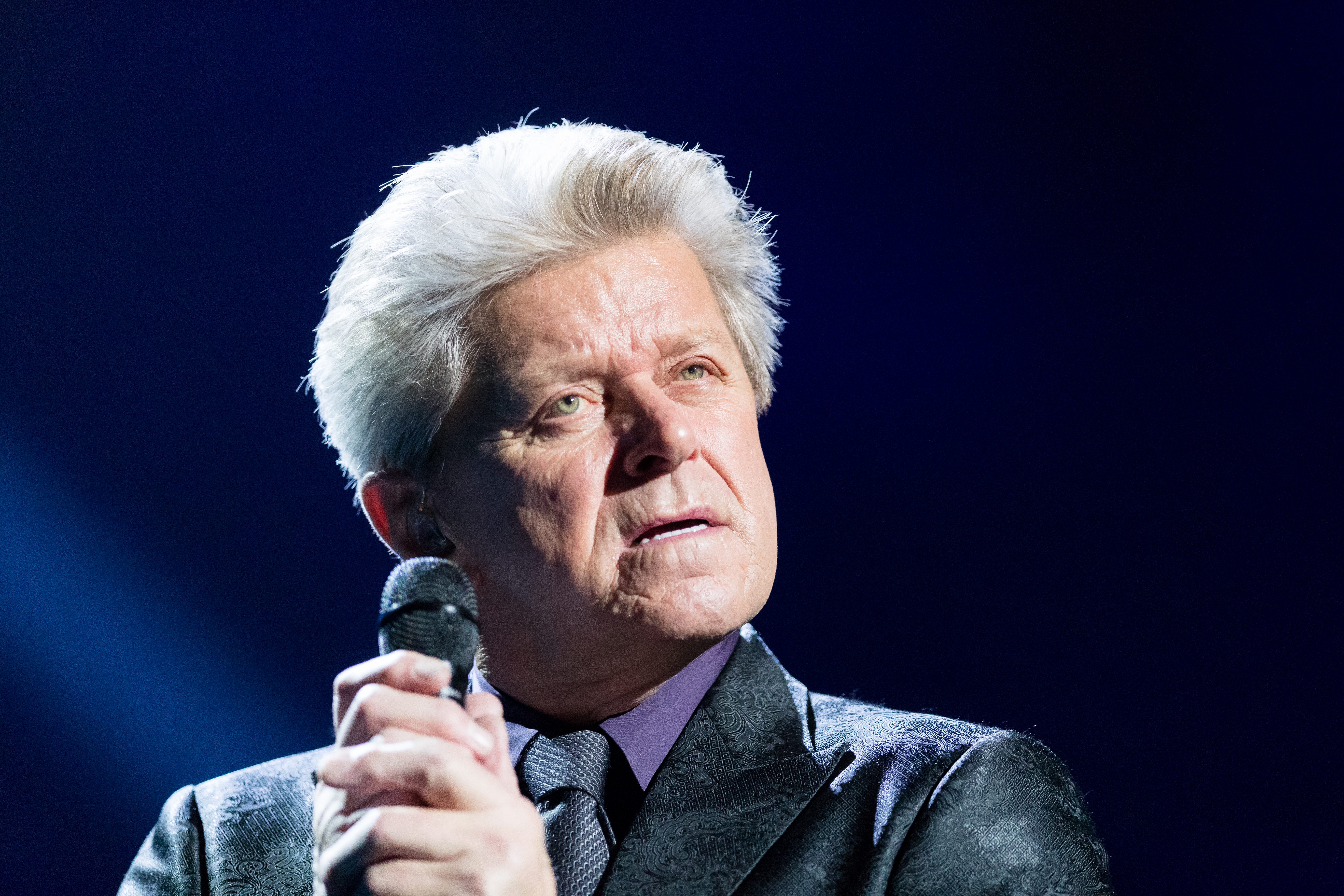
Peter Cetera bei Night of the Proms, 2017

Peter Paul Cetera (* 13. September 1944 in Chicago, Illinois) ist ein US-amerikanischer Sänger, Songwriter und Bassist. Bekannt wurde er mit der Rockband Chicago, die er 1985 verließ. Danach war er als Solokünstler erfolgreich.

## Karriere
Nachdem Cetera in den 1960er Jahren bereits erste Erfahrungen in der Band The Exceptions gesammelt hatte, wurde er 1967 Mitglied von The Big Thing, die sich später in Chicago Transit Authority und dann in Chicago umbenannte, mit denen er in den folgenden Jahren erfolgreich war. 1985 stieg er zugunsten einer Solokarriere aus der Band aus. Seine erste Solo-Single nach der Trennung von Chicago, Glory of Love, schaffte es auf Anhieb auf Platz 1 in den US-Charts und ist Bestandteil des Soundtracks von Karate Kid II – Entscheidung in Okinawa. Im Duett mit Amy Grant und dem Song The Next Time I Fall konnte er diesen Erfolg im selben Jahr wiederholen.

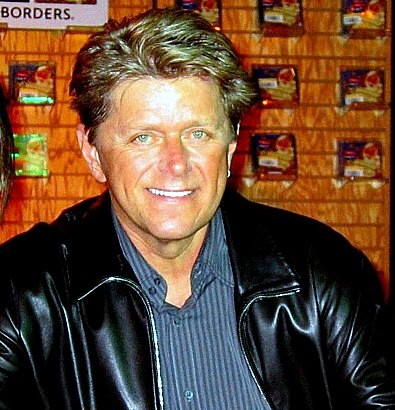
Peter Cetera in Los Angeles, 2004

Sein Lied Save Me war 1989 der Titelsong der ersten Staffel der US-Serie Baywatch – Die Rettungsschwimmer von Malibu.
Peter Cetera versuchte sich auch als Schauspieler. Neben einem Auftritt in einem Fernsehfilm 1991 war er in Harley Davidson 344 (1973) in einer Nebenrolle zu sehen.

## Diskografie

### Studioalben
| Jahr | Titel                         | Höchstplatzierung, Gesamtwochen, AuszeichnungChartplatzierungen (Jahr, Titel, Platzierungen, Wochen, Auszeichnungen, Anmerkungen) | Höchstplatzierung, Gesamtwochen, AuszeichnungChartplatzierungen (Jahr, Titel, Platzierungen, Wochen, Auszeichnungen, Anmerkungen) | Höchstplatzierung, Gesamtwochen, AuszeichnungChartplatzierungen (Jahr, Titel, Platzierungen, Wochen, Auszeichnungen, Anmerkungen) | Höchstplatzierung, Gesamtwochen, AuszeichnungChartplatzierungen (Jahr, Titel, Platzierungen, Wochen, Auszeichnungen, Anmerkungen) | Anmerkungen                            |
| Jahr | Titel                         | DE | CH | UK | US | Anmerkungen                            |
| ---- | ----------------------------- | --- | --- | --- | --- | -------------------------------------- |
| 1981 | Peter Cetera                  | — | — | — | US143 (10 Wo.)US | Erstveröffentlichung: Dezember 1981    |
| 1986 | Solitude/Solitaire            | DE48 (7 Wo.)DE | CH17 (7 Wo.)CH | UK56 (4 Wo.)UK | US23 Platin · (43 Wo.)US | Erstveröffentlichung: 23. Juni 1986    |
| 1988 | One More Story                | DE51 (5 Wo.)DE | — | — | US58 (18 Wo.)US | Erstveröffentlichung: August 1988      |
| 1992 | World Falling Down            | — | CH37 (1 Wo.)CH | — | US163 (9 Wo.)US | Erstveröffentlichung: 16. Juni 1992    |
| 1995 | One Clear Voice               | — | CH33 (3 Wo.)CH | — | — | Erstveröffentlichung: August 1995      |
| 2001 | Another Perfect World         | — | — | — | — | Erstveröffentlichung: 28. März 2001    |
| 2004 | You Just Gotta Love Christmas | — | — | — | — | Erstveröffentlichung: 19. Oktober 2004 |

grau schraffiert: keine Chartdaten aus diesem Jahr verfügbar

### Livealben
- 2005: Live in Salt Lake City

### Kompilationen
| Jahr | Titel                                | Höchstplatzierung, Gesamtwochen, AuszeichnungChartsChartplatzierungen (Jahr, Titel, Platzierungen, Wochen, Auszeichnungen, Anmerkungen) | Anmerkungen                        |
| Jahr | Titel                                | US | Anmerkungen                        |
| ---- | ------------------------------------ | --- | ---------------------------------- |
| 1997 | You’re the Inspiration: A Collection | US134 (13 Wo.)US | Erstveröffentlichung: 20. Mai 1997 |

Weitere Kompilationen
- 2017: The Very Best of Peter Cetera

### Singles als Leadmusiker
| Jahr | Titel Album                                                 | Höchstplatzierung, Gesamtwochen, AuszeichnungChartplatzierungen (Jahr, Titel, Album, Platzierungen, Wochen, Auszeichnungen, Anmerkungen) | Höchstplatzierung, Gesamtwochen, AuszeichnungChartplatzierungen (Jahr, Titel, Album, Platzierungen, Wochen, Auszeichnungen, Anmerkungen) | Höchstplatzierung, Gesamtwochen, AuszeichnungChartplatzierungen (Jahr, Titel, Album, Platzierungen, Wochen, Auszeichnungen, Anmerkungen) | Höchstplatzierung, Gesamtwochen, AuszeichnungChartplatzierungen (Jahr, Titel, Album, Platzierungen, Wochen, Auszeichnungen, Anmerkungen) | Höchstplatzierung, Gesamtwochen, AuszeichnungChartplatzierungen (Jahr, Titel, Album, Platzierungen, Wochen, Auszeichnungen, Anmerkungen) | Anmerkungen                                              |
| Jahr | Titel Album                                                 | DE | AT | CH | UK | US | Anmerkungen                                              |
| ---- | ----------------------------------------------------------- | --- | --- | --- | --- | --- | -------------------------------------------------------- |
| 1986 | Glory of Love Solitude/Solitaire                            | DE24 (13 Wo.)DE | AT11 (8 Wo.)AT | CH5 (13 Wo.)CH | UK3 Silber · (13 Wo.)UK | US1 (21 Wo.)US | Erstveröffentlichung: Mai 1986                           |
| 1986 | The Next Time I Fall Solitude/Solitaire                     | — | — | — | UK78 (3 Wo.)UK | US1 (21 Wo.)US | Erstveröffentlichung: September 1986 feat. Amy Grant     |
| 1986 | Big Mistake Solitude/Solitaire                              | — | — | — | — | US61 (6 Wo.)US | Erstveröffentlichung: Dezember 1986                      |
| 1988 | One Good Woman One More Story                               | — | — | — | UK82 (3 Wo.)UK | US4 (18 Wo.)US | Erstveröffentlichung: Juli 1988                          |
| 1988 | Best Of Times One More Story                                | — | — | — | — | US59 (8 Wo.)US | Erstveröffentlichung: Oktober 1988                       |
| 1992 | Restless Heart World Falling Down                           | DE53 (11 Wo.)DE | — | — | — | US35 (20 Wo.)US | Erstveröffentlichung: Juni 1992                          |
| 1992 | Feels Like Heaven World Falling Down                        | — | — | — | — | US71 (8 Wo.)US | Erstveröffentlichung: Dezember 1992 feat. Chaka Khan     |
| 1993 | Even a Fool Can See World Falling Down                      | — | — | — | — | US68 (13 Wo.)US | Erstveröffentlichung: Juni 1993                          |
| 1995 | Forever Tonight One Clear Voice                             | — | — | — | — | US86 (8 Wo.)US | Erstveröffentlichung: Oktober 1995 feat. Crystal Bernard |
| 1997 | You’re the Inspiration You’re the Inspiration: A Collection | — | — | — | — | US77 (10 Wo.)US | Erstveröffentlichung: 26. August 1997 feat. Az Yet       |

### Singles als Gastmusiker
| Jahr | Titel Album                                       | Höchstplatzierung, Gesamtwochen, AuszeichnungChartplatzierungen (Jahr, Titel, Album, Platzierungen, Wochen, Auszeichnungen, Anmerkungen) | Höchstplatzierung, Gesamtwochen, AuszeichnungChartplatzierungen (Jahr, Titel, Album, Platzierungen, Wochen, Auszeichnungen, Anmerkungen) | Höchstplatzierung, Gesamtwochen, AuszeichnungChartplatzierungen (Jahr, Titel, Album, Platzierungen, Wochen, Auszeichnungen, Anmerkungen) | Anmerkungen                                                     |
| Jahr | Titel Album                                       | DE | UK | US | Anmerkungen                                                     |
| ---- | ------------------------------------------------- | --- | --- | --- | --------------------------------------------------------------- |
| 1987 | I Wasn’t the One (Who Said Goodbye) I Stand Alone | — | — | US93 (3 Wo.)US | Erstveröffentlichung: 1987 Agnetha Fältskog feat. Peter Cetera  |
| 1989 | After All Heart Of Stone                          | — | UK84 (3 Wo.)UK | US6 Gold · (20 Wo.)US | Erstveröffentlichung: 21. Februar 1989 Cher feat. Peter Cetera  |
| 1991 | Voices That Care –                                | — | — | US11 (16 Wo.)US | Erstveröffentlichung: 1991 mit Voices That Care                 |
| 1997 | Hard to Say I’m Sorry Az Yet                      | DE72 (9 Wo.)DE | UK7 (7 Wo.)UK | US8 (34 Wo.)US | Erstveröffentlichung: 4. Februar 1997 Az Yet feat. Peter Cetera |

### Boxsets
- 2022: Love, Glory, Honor & Heart - The Complete Full Moon and Warner Bros. Recordings 1981-1992